# Vu Đại Thanh
Vu Đại Thanh (tiếng Trung: 于大清; bính âm: Yú Dàqīng; sinh tháng 11 năm 1957) là Trung tướng Quân Giải phóng Nhân dân Trung Quốc (PLA), nguyên Phó Chính ủy Quân đoàn Pháo binh số 2 PLA. Tháng 12 năm 2014, ông bị cơ quan chống hối lộ của PLA điều tra.

## Sự nghiệp
Vu Đại Thanh sinh ra và lớn lên ở huyện Tuy Trung, tỉnh Liêu Ninh. Ông tham gia Quân Giải phóng Nhân dân Trung Quốc năm 1975 và gia nhập Đảng Cộng sản Trung Quốc năm 1977. Ông tạm giữ chức Chính ủy Sư đoàn 123, Tập đoàn quân 41, Quân khu Quảng Châu từ năm 2005 đến năm 2006. Năm 2007, ông được bổ nhiệm làm Phó Trưởng Ban Cán bộ, Tổng cục Chính trị PLA. Tháng 7 năm 2008, ông được phong quân hàm Thiếu tướng. Tháng 12 năm 2009, ông được bổ nhiệm giữ chức Trưởng Ban Cán bộ, Tổng cục Chính trị PLA. Tháng 12 năm 2012, Vu Đại Thanh được bổ nhiệm làm Chủ nhiệm Chính trị Quân đoàn Pháo binh số 2. Tháng 12 năm 2013, ông được bổ nhiệm giữ chức Phó Chính ủy Quân đoàn Pháo binh số 2. Tháng 7 năm 2014, Vu Đại Thanh được thăng quân hàm Trung tướng. Ngày 15 tháng 1 năm 2015, Quân Giải phóng Nhân dân Trung Quốc (PLA) thông báo rằng Vu Đại Thanh đã bị điều tra từ tháng 12 năm 2014 vì "vi phạm nghiêm trọng kỷ luật Đảng".